# 稲沢市立祖父江小学校
稲沢市立祖父江小学校（いなざわしりつそぶえしょうがっこう）は、愛知県稲沢市祖父江町にある公立小学校。

## 概要
- 旧・中島郡祖父江町の小学校である。

## 沿革
- 1873年（明治6年）9月12日 -
  - 洗心学校が開校。永張寺[注釈 1]を仮校舎とする。下祖父江村、上牧村の児童が通学する。
  - 又新学校が開校。三拾町野村（上沼、中沼、下沼、外山）、上祖父江村、西中野村の児童が通学する。
- 1876年（明治9年）7月 - 洗心学校が下祖父江学校に改称する。
- 1879年（明治12年） - 又新学校が上祖父江学校と西中野学校に分立する。
- 1880年（明治13年）1月23日 - 上祖父江学校が沼学校に改称する。
- 1887年（明治20年）4月1日 - 下祖父江学校と沼学校が統合し、尋常小学下祖父江学校となる。
- 1889年（明治22年）10月1日 - 下祖父江村、三拾町野村が合併し、祖父江村発足。
- 1894年（明治27年）4月1日[1] - 祖父江尋常小学校に改称する。組合立高等小学校を併設し、祖父江尋常高等小学校とも称する。
- 1896年（明治29年）8月17日 - 町村制施行により、祖父江村が祖父江町となる。
- 1901年（明治34年）9月28日 - 併設の組合立高等小学校は独立校となり移転し、組合立西部高等小学校となる。同時に祖父江尋常小学校に改称する。
- 1906年（明治39年）5月10日 - 祖父江町、丸甲村、領内村、牧川村、山崎村が合併し、改めて祖父江町が発足。
- 1910年（明治43年）4月1日 - 祖父江町内の学校の統廃合により、祖父江北尋常小学校に改称する。
- 1912年（大正2年）10月1日 - 祖父江第一尋常小学校に改称する。
- 1941年（昭和16年）4月1日 - 祖父江第一国民学校に改称する。
- 1947年（昭和22年）4月1日 - 祖父江町立第一小学校に改称する。
- 1948年（昭和23年）10月1日 - 祖父江町立祖父江小学校に改称する。
- 1958年（昭和33年）11月8日 - 講堂が完成する。
- 1969年（昭和44年）3月1日 - プールが完成する。
- 1978年（昭和53年）10月23日 - 新校舎（鉄筋コンクリート造3階建）が完成する。
- 1987年（昭和62年）3月3日 - 屋内運動場が完成する。
- 2005年（平成17年）4月1日 - 祖父江町が稲沢市に編入される。同時に稲沢市立祖父江小学校に改称する。

## 通学区域
- 祖父江町祖父江、祖父江町高熊西[2]。

## 進学先中学校
- 稲沢市立祖父江中学校

## 交通アクセス
- 名鉄尾西線山崎駅下車、徒歩約30分。
- 稲沢市コミュニティバス祖父江・稲沢線（ふれあいの郷系統）「下沼」バス停より徒歩約10分。